# Thomas Mann. Carlota en Weimar
Thomas Mann. Carlota en Weimar (en alemán Thomas Mann. Lotte in Weimar) es una breve crítica literaria del escritor austriaco Stefan Zweig publicada en 1939, sobre la obra de Thomas Mann Carlota en Weimar, escrita en el exilio.
Zweig alaba la nueva novela de Mann como superior a sus grandes logros precedentes, Los Buddenbrook, La montaña mágica o José y sus hermanos. En su novela, Mann crea uno de los retratos, a gusto de Zweig, más auténticos de Goethe.
Pero Zweig se lamenta de que a los más de 18 millones de alemanes de sus días se les niegue la lectura libre de esta obra, a causa de la persecución y la censura nazi, un daño difícilmente reparable con traducciones y ediciones posteriores. Por ello, Zweig se considera un privilegiado al disponer de la obra de manera tan temprana.